# زلزال سان جاسينتو 1918
زلزال سان جاسينتو 1918 هو زلزالٌ وقعَ في مقاطعة سان دييغو في الولايات المتحدة بتاريخ 21 أبريل 1918.